# George Kobaladze
George Kobaladze (nacido el 24 de mayo de 1976 en Georgia) es un levantador de pesas canadiense que compite en la categoría de +105 kg. Ha sido medallista de oro de Juegos de la Commonwealth de Glasgow 2014 y medallista de bronce de los Juegos Panamericanos de Guadalajara 2011.

## Trayectoria deportiva
Ha sido siete veces campeón nacional de Canadá en la categoría de +105 kg (2009 hasta 2014) y ha obtenido cinco veces el título del Mejor Levantador del año (2009, 2011-2014).
Kobaladze tiene el récord canadiense en la categoría de +105 kg y el récord de los Juegos de la Commonwealth en envión y total. El pesista levantó 229 kg en el envión; y 171, en el arranque, es decir, 400 kg en total.
En 2013, el atleta de Montreal participó también en el ya conocido Arnold's Classic Sport Festival, festival deportivo donde se ubicó en el segundo lugar en la fórmula Sinclair (Sinclair Formula.)

## Palmarés
Juegos Panamericanos de 2015, Toronto, Canadá
o	 Medalla de plata
Juegos de la Commonwealth de 2014 (Glasgow, Escocia)
o      Medalla de oro
Campeonato Panamericano de Halterofilia de 2013 (Isla Margarita, Venezuela)
o	 Medalla de plata
Campeonato Panamericano de Halterofilia de 2012 (Antigua Guatemala, Guatemala)
o	 Medalla de plata
Juegos Panamericanos de 2011 (Guadalajara, México) 
o	 Medalla de bronce
Juegos de la Commonwealth de 2010 (Nueva Delhi)
o 	 Medalla de bronce

## Campeonato Mundial de Halterofilia
| Año  | Evento                             | Sede          | Categoría | Puesto |
| ---- | ---------------------------------- | ------------- | --------- | ------ |
| 2014 | Campeonato Mundial de Halterofilia | Kazajistán    | +105 kg   | 16a    |
| 2013 | Campeonato Mundial de Halterofilia | Polonia       | +105 kg   | 11     |
| 2011 | Campeonato Mundial de Halterofilia | Francia       | +105 kg   | 19a    |
| 2010 | Campeonato Mundial de Halterofilia | Turquía       | +105 kg   | 19a    |
| 2009 | Campeonato Mundial de Halterofilia | Corea del Sur | +105 kg   | 14a    |